# Feričanci

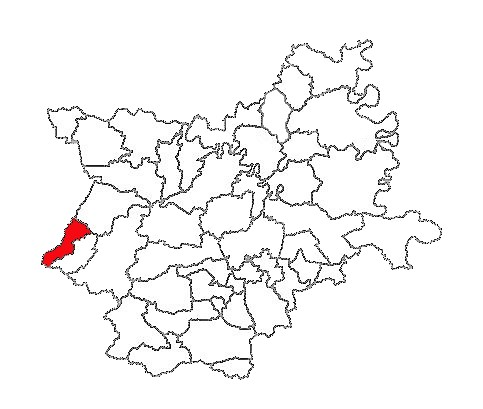
Lage der Gemeinde Feričanci in der Gespanschaft Osijek-Baranja

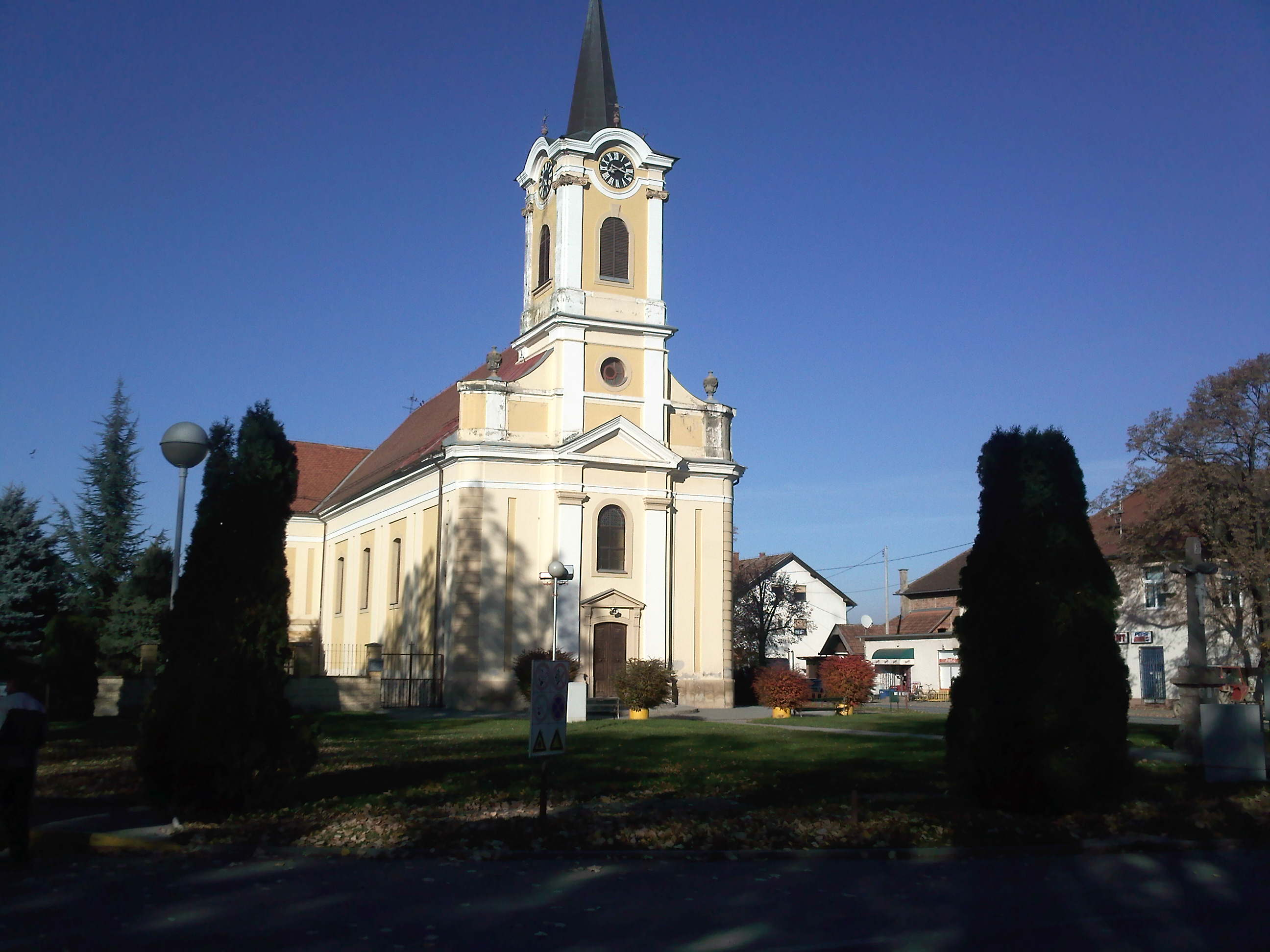
Pfarrkirche des Heiligen Geistes

Ferčanci (ungarisch Ferencfalva) ist eine Gemeinde in der kroatischen Gespanschaft Osijek-Baranja und hat 1725 Einwohner (2021). Der Ort liegt etwa 14 Kilometer westlich von Našice. Administrativ gehören zur Gemeinde weitere drei Ortschaften.

## Siedlungen der Gemeinde
Laut der letzten Volkszählung von 2021 hatte die Gemeinde Feričanci mit allen Siedlungen zusammen 1725 Einwohner.
- Feričanci – 1332
- Gazije – 29
- Valenovac – 138
- Vučjak Feričanački – 226

## Geschichte
Zum ersten Mal wird Feričanci 1472 als Ferenczfalwa urkundlich erwähnt. Im Jahr 1537 wurde der Ort, so wie die ganze Region, von den Türken erobert und besetzt. Während des Großen Türkenkrieges im Jahre 1687 und nach der Schlacht bei Mohács wurde der Ort von seinen Besatzern wieder befreit.
Im 18. Jahrhundert und bis zum Ende des Ersten Weltkrieges gehörte der Ort zum Komitat Virovititz und im Jahr 1918 wurde die Region ein Teil der Gespanschaft Virovitica des neu entstandenen Staates der Slowenen, Kroaten und Serben. Kurze Zeit später gehörte Feričanci zum Königreich Jugoslawien.
Nach Ende des Zweiten Weltkrieges folgte dann die Eingliederung in die SFR Jugoslawien. Die deutsche Bevölkerung musste damals Jugoslawien verlassen oder wurde in Arbeitslagern inhaftiert und enteignet.

## Bevölkerung
| Bevölkerungsentwicklung | Bevölkerungsentwicklung | Bevölkerungsentwicklung | Bevölkerungsentwicklung | Bevölkerungsentwicklung | Bevölkerungsentwicklung | Bevölkerungsentwicklung | Bevölkerungsentwicklung | Bevölkerungsentwicklung | Bevölkerungsentwicklung | Bevölkerungsentwicklung | Bevölkerungsentwicklung | Bevölkerungsentwicklung | Bevölkerungsentwicklung | Bevölkerungsentwicklung | Bevölkerungsentwicklung | Bevölkerungsentwicklung | Bevölkerungsentwicklung |
| ----------------------- | ----------------------- | ----------------------- | ----------------------- | ----------------------- | ----------------------- | ----------------------- | ----------------------- | ----------------------- | ----------------------- | ----------------------- | ----------------------- | ----------------------- | ----------------------- | ----------------------- | ----------------------- | ----------------------- | ----------------------- |
| 1857                    | 1869                    | 1880                    | 1890                    | 1900                    | 1910                    | 1921                    | 1931                    | 1948                    | 1953                    | 1961                    | 1971                    | 1981                    | 1991                    | 2001                    | 2011                    | 2021                    |                         |
| 1044                    | 1262                    | 988                     | 1381                    | 1504                    | 2189                    | 2296                    | 2319                    | 2424                    | 2640                    | 2707                    | 2557                    | 2146                    | 2092                    | 1854                    | 1626                    | 1725                    |                         |

## Kultur und Sehenswürdigkeiten
- Die Pfarrkirche des Heiligen Geistes wurde am Ende des 18. und Anfang des 19. Jahrhunderts im spätbarocken Stil erbaut. Das Gebäude ist einschiffig mit einem schmalen polygonalen Altarraum und einer neuen Sakristei an der Westseite des Altarraums.
- Das Herrenhaus in Feričanci wurde in der zweiten Hälfte des 18. Jahrhunderts erbaut und diente als Wohnhaus der Adelsfamilie Mihalović. Es handelt sich um ein eingeschossiges Gebäude mit rechteckigem Grundriss. Die Fassade und der Innenraum des Herrenhauses weist in seinem Grundriss und Struktursystem alle Merkmale der barock-klassizistischen Architektur auf.
- Der alte Weinkeller im Ort ist ein einstöckiges Wirtschaftsgebäude mit Nebengebäude und wurde Anfang des 19. Jahrhunderts erbaut. Im Erdgeschoss des Nebengebäudes befindet sich ein gewölbter Weinkeller und der Innenausbau des Getreidespeichergebäudes besteht aus einem Holzbalken.